# Notten
Notten är ett berg i Österrike.   Det ligger i distriktet Scheibbs i förbundslandet Niederösterreich, i den östra delen av landet, 110 km väster om huvudstaden Wien. Toppen på Notten är 1 498 meter över havet.
Terrängen runt Notten är varierad. Runt Notten är det ganska glesbefolkat, med 27 invånare per kvadratkilometer.. Närmaste större samhälle är Ybbsitz, 18,6 km nordväst om Notten. 
I omgivningarna runt Notten växer i huvudsak blandskog.